# Platyceratops
Platyceratops è un genere di protoceratopside vissuto in Mongolia circa 75-72 milioni di anni fa (Campaniano).

## Descrizione
Il nome deriva dal greco (platys: piatto), (cera: corna), (tops: faccia). Letteralmente, "faccia con le corna piatte". Nell'aspetto assomiglia al ben noto Bagaceratops nonostante le dimensioni del cranio. Per certi aspetti è stato classificato come un bagaceratopside, o un sinonimo junior del bagaceratops, ma un'accurata analisi su un cranio parzialmente completo è stato identificato come un genere a sé stante dei protoceratopsidi. L'unica specie finora conosciuta, è Platyceratops tatarinovi, descritta da Alifanov nel 2003.

## Classificazione
Platyceratops appartiene alla ben nota famiglia dei Ceratopsia (letteralmente "facce cornute"), un gruppo di dinosauri erbivori che prosperarono sia in Nord America che in Asia durante il Cretaceo. La sua validità di in tale gruppo rimane però ancora in dubbio.

## Dieta
Come tutti i ceratopsia, era esclusivamente erbivoro.